# Западен Дарфур
Западен Дарфур (на арабски: ولاية غرب دارفور) е провинция на Судан. Площта ѝ е 23 000 км², а населението ѝ е 1 024 500 души (по проекция от юли 2018 г.). Намира се в западната част на страната в часова зона UTC+3.